# Academia Paulista de História
A Academia Paulista de História (APH) é uma instituição fundada em São Paulo em 18 de dezembro de 1972 por iniciativa de integrantes do Instituto Histórico e Geográfico de São Paulo. Seus membros fundadores foram os historiadores Antônio Barreto do Amaral, Tito Livio Ferreira, Álvaro da Veiga Coimbra, Brasil Bandecchi, Célio Debes e Aureliano Leite. É composta por 40 membros efetivos e perpétuos, eleitos a partir de colegiado da instituição. Tem por objetivo o conhecimento e disseminação da História paulista, brasileira e mundial. 

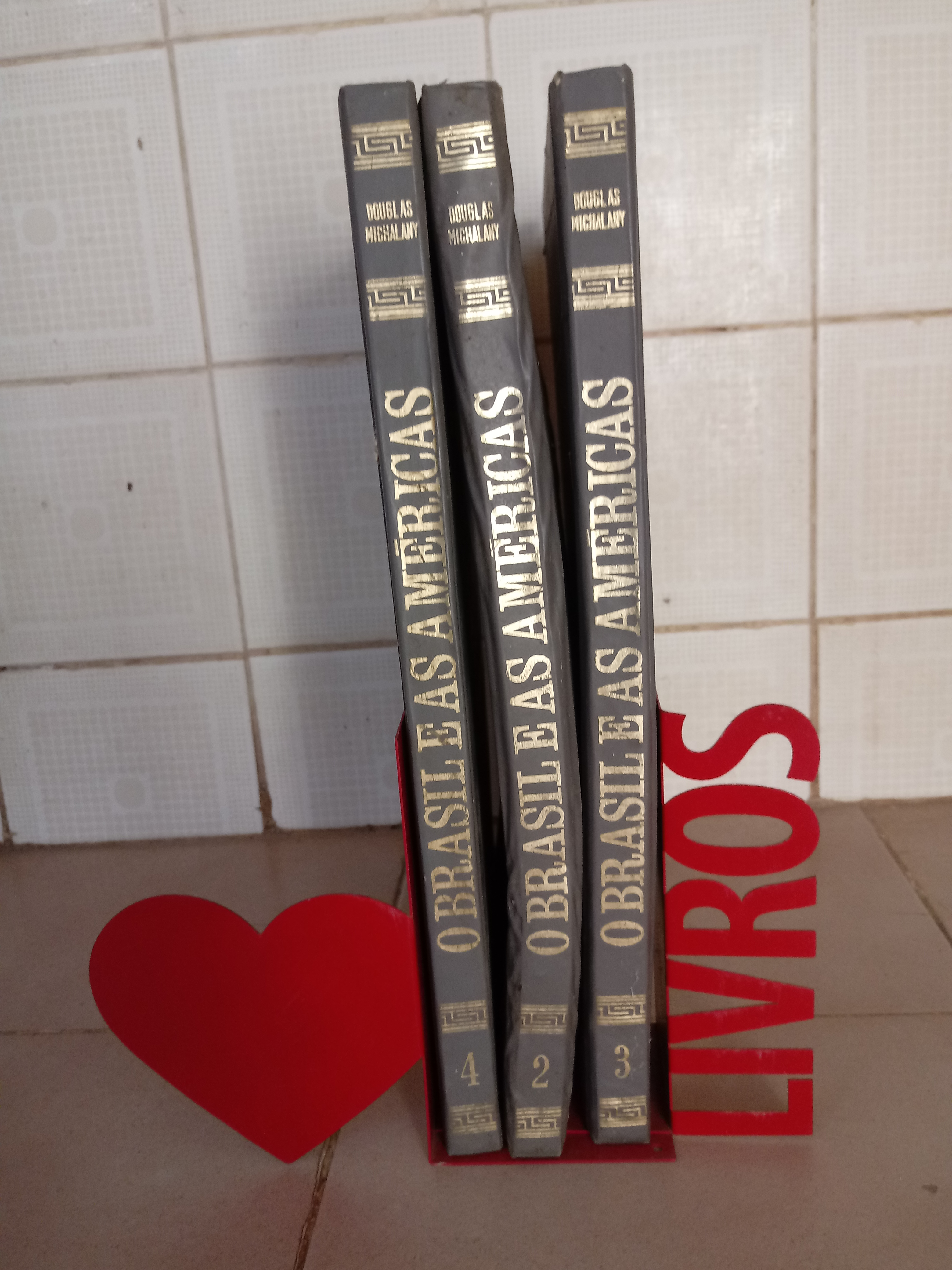
Coleção O Brasil e as Americas de autoria de Douglas Michalany, ex-presidente e presidente emérito da Academia Paulista de História.

Os patronos de cada Cadeira são historiadores de renome, ou intelectuais de outros campos do saber que versaram sobre a História do Brasil. Dentre os patronos encontram-se nomes como Francisco Adolfo de Varnhagen, Euclides da Cunha, José de Alcântara Machado, Alexandre de Gusmão e Francisco José de Oliveira Viana.

## Histórico
Coube ao numismata e medalhista Álvaro da Veiga Coimbra a idealização do desenho da insígnia da Academia – composto pelos anverso e reverso da medalha acadêmica, igualmente de sua inventiva. São ainda concepções suas a cercadura que orna o diploma acadêmico e a capitular que abre os dizeres de seu texto.
O lema da Academia - inscrito na medalha do colar imposto em seus membros ao empossarem-se - moldou-se na asserção de Cícero: 

História é a testemunha do tempo, a luz da verdade e a mestra da vida.

Segundo Célio Debes, um dos fundadores da Academia e autor de Esboço Histórico da Academia Paulista de História: 
O discurso de abertura, proferido pelo Presidente Tito Lívio Ferreira, é uma peça referta de conceitos, em que o orador analisa a problemática da História, “ciência do concreto”.
A saudação ao dirigente da Academia coube a Brasil Bandecchi. Com a brevidade que costumava marcar seus pronunciamentos, enquadrou seus pares, na conformidade de suas especializações. Os memorialistas; os analistas de personalidades, através do exame de suas obras; os anchietanos e os nobreguenses, na exaltação dos seguidores de Santo Inácio; os historiadores de São Paulo; os bandeiristas; os dedicados à Epopéia Constitucionalista de 32; os numismatas; os arqueólogos; os dedicados ao magistério da História; os historiadores da Medicina e da Religião.
O ponto alto da reunião, impressionando pela riqueza de conceitos, pela fluidez da exposição e pelo profundo conhecimento da ciência da História, foi o improviso proferido por Miguel Reale, instado a falar. O Mestre, também membro da nova Confraria, acabara, literalmente, de chegar do Rio de Janeiro, onde presidira uma das afanosas reuniões da Comissão incumbida dos estudos de revisão do Código Civil – matéria que somente cerca de seis lustros passados, logrou a acolhida do Congresso Nacional!...
Daí em diante, a Academia passou a atuar. Sua direção inicial coube a uma Diretoria numerosa, constituída pelo presidente, dois vice-presidentes, um secretário-geral, dois secretários e dois tesoureiros! A reforma dos Estatutos e do Regimento Interno, vigorante a partir de 10 de dezembro de 1975, reduziu o corpo diretivo a cinco membros, cabendo aos ocupantes principais daqueles cargos sua efetivação na nova composição. Apenas uma exceção, no tocante ao primeiro secretário. Assim, a Diretoria ficou integrada por Tito Lívio Ferreira, presidente; Brasil Bandecchi, vice; Barreto do Amaral, secretário geral; Raul de Andrada e Silva, secretário; e Célio Debes, tesoureiro.
Desde 1976, a Academia, em cumprimento a seus estatutos e com o apoio da Biblioteca Municipal Mário de Andrade, promoveu durante vários anos cursos de História de São Paulo.  Com a finalidade de divulgar entre os Acadêmicos as atividades associativas, foi criado, por iniciativa de Manuel Rodrigues Ferreira, o informativo mensal. Na presidência de Duílio Crispin Farina, foi lançado, por iniciativa sua, o primeiro número do Boletim, aos 9 de julho de 1989, data magna do Estado de São Paulo. Douglas Michalany, ao assumir a direção da Academia, deu sequência à publicação, inclusive modificando-lhe a apresentação gráfica. Hoje, na gestão do Presidente Luiz Gonzaga Bertelli, seu órgão oficial é a Revista da Academia Paulista de História - Revista do Historiador, publicada bimensalmente. 
As Diretorias da Academia, com mandato de três anos,se sucederam nestes quase 40 anos, algumas reeleitas, presididas por Tito Lívio Ferreira (1973–75 e 1976–78; deixou a presidência em 1976); Arrobas Marins (1977–79, não completou o mandato, tendo falecido em 25 de maio de 77); Lycurgo de Castro Santos Filho (1977–79 e 1980–82); Paulo Pereira dos Reis (1983–85); Odilon Nogueira de Mattos (1986–88); Duílio Crispim Farina (1989–91 e 1992–94) e Douglas Michalany (1995–97, reeleito para o triênio 1998–2000, e , após a reforma dos Estatutos, reconduzido até 2003); Luiz Gonzaga Bertelli (2004–10). Ao cabo do mandato de Douglas Michalany, foi-lhe conferido o título de Presidente Emérito, pelos denodados esforço e eficiência, com que dirigiu a Academia.

## Atividades Atuais
A Academia Paulista de História oferece ao longo do ano vários cursos sobre a História de São Paulo. Promove também o "Prêmio Literário José Celestino Bourroul", que se concede anualmente ao melhor livro publicado sobre a história de São Paulo. Além de suas reuniões ordinárias, realiza também encontros regulares com os membros da Academia Cristã de Letras, Academia Paulista de Educação e Academia Paulista de Medicina.  

## Membros titulares
| Acadêmico                                                  | Patrono                              | Antecessor                         |
| ---------------------------------------------------------- | ------------------------------------ | ---------------------------------- |
| Adilson Cezar (Cadeira 33)                                 | Afonso Antônio de Feitas             | José Augusto Vaz Valente           |
| Aldo Janotti (Cadeira 18)                                  | Américo Brasiliense Antunes de Moura | (fundador)                         |
| Alzira Lobo de Arruda Campos (Cadeira 39)                  | Alexandre de Melo Morais             | Ernâni da Silva Bruno              |
| Ana Maria de Almeida Camargo, 1a. Secretária (Cadeira 24)  | Simão de Vasconcelos                 | Álvaro do Amaral                   |
| Antonio Fernando Costella (Cadeira 14)                     | João Pandiá Calógeras                | Celso Maria de Mello Pupo          |
| Antonio Penteado Mendonça, Tesoureiro (Cadeira 11)         | Frei Gaspar da Madre de Deus         | Duílio Crispim Farina              |
| Célio Salomão Debes (Cadeira 4)                            | João Capistrano de Abreu             | (fundador)                         |
| Douglas Michalany, Presidente Emérito (Cadeira 13)         | José Francisco da Rocha Pombo        | Pedro Ferraz do Amaral             |
| Duilio Battistoni Filho (Cadeira 3)                        | Washington Luís Pereira de Sousa     | Antonio Barreto do Amaral          |
| Ebe Reale (Cadeira 40)                                     | Antonio de Toledo Piza e Almeida     | José Gonçalves Salvador            |
| Erwin Theodor Rosenthal (Cadeira 27)                       | Aurélio Porto                        | José Ferreira Carrato              |
| Guido Arturo Palomba (Cadeira 9)                           | Frei Vicente do Salvador             | Raul de Andrada e Silva            |
| Heloisa Maria Silveira Barbuy (Cadeira 17)                 | Tobias Monteiro                      | Emmanuel Soares da Veiga Garcia    |
| Hernâni Donato (Cadeira 12)                                | Manuel Eufrásio de Azevedo Marques   | Áureo de Almeida Camargo           |
| Heródoto de Souza Barbeiro (Cadeira 19)                    | Fernão Cardim                        | Délio Freire dos Santos            |
| Ives Gandra da Silva Martins (Cadeira 16)                  | Afonso d'Escragnolle Taunay          | Eduardo d'Oliveira França          |
| Jesus Machado Tambellini (Cadeira 31)                      | Gabriel Soares de Sousa              | José Roberto do Amaral Lapa        |
| João Monteiro de Barros Filho (Cadeira 22)                 | Barão do Rio Branco                  | Hélio Damante                      |
| José Renato Nalini (Cadeira 37)                            | Alexandre Rodrigues Ferreira         | José Geraldo Evangelista           |
| José Sebastião Witter (Cadeira 2)                          | Júlio Meilli                         | Álvaro da Veiga Coimbra            |
| Luiz Gonzaga Bertelli, Presidente (Cadeira 21)             | Rafael Maria Galante                 | Pe. Hélio Abranches Viotti         |
| Manuel Nunes Dias (Cadeira 34)                             | Jaime Cortesão                       | (fundador)                         |
| Marcos Prado Troyjo (Cadeira 35)                           | José de Alcântara Machado            | Miguel Reale                       |
| Maria Beatriz Nizza da Silva (Cadeira 25)                  | João Ribeiro                         | Jorge Bertaloso Stella             |
| Maria Lúcia de Souza Rangel Ricci (Cadeira 10)             | Manuel de Oliveira Lima              | Arisson de Souza Ferraz            |
| Mauro Chaves (Cadeira 32)                                  | Euclides da Cunha                    | José Celestino Bourroul            |
| Myriam Ellis (Cadeira 36)                                  | Basíli de Magalhães                  | (fundadora)                        |
| Nelly Martins Ferreira Candeias (Cadeira 30)               | Brasílio Machado                     | Isaac Grinberg                     |
| Paulo Bomfim (Cadeira 29)                                  | Pero de Magalhães Gandavo            | José de Melo Pimenta               |
| Paulo Nathanael Pereira de Souza (Cadeira 8)               | João Antonio Andreoni                | Alice Piffer Canabrava             |
| Roberto Machado Carvalho (Cadeira 6)                       | João Francisco Lisboa                | Brasil Bandecchi                   |
| Ruy Martins Altenfelder Silva, Vice-Presidente (Cadeira 1) | Francisco Adolfo de Varnhagen        | José da Veiga Oliveira             |
| Samuel Pfromm Netto (Cadeira 7)                            | Alexandre de Gusmão                  | Péricles Eugênio da Silva Ramos    |
| Shozo Motoyama (Cadeira 15)                                | Serafim Leite                        | Divaldo Gaspar de Freitas          |
| Wálter Fanganiello Maierovitch (Cadeira 28)                | Teodoro Fernandes Sampaio            | Emeric Lévay                       |
| Yvonne Capuano, Secretária-Geral (Cadeira 23)              | Júlio de Mesquita Filho              | Heliodoro Tenório da Rocha Marques |
| vago (Cadeira 26)                                          | Diogo de Vasconcelos                 | José Affonso de Moraes Passos      |
| vago (Cadeira 38)                                          | Francisco José de Oliveira Viana     | Odilon Nogueira de Mattos          |
| vago Cadeira 20)                                           | José Feliciano Fernandes Pinheiro    | Paulo Pereira dos Reis             |
| vago (Cadeira 5)                                           | Pedro Taques de Almeida Paes Leme    | Manoel Rodrigues Ferreira          |